# Liebfrauenkirche (Schotten)

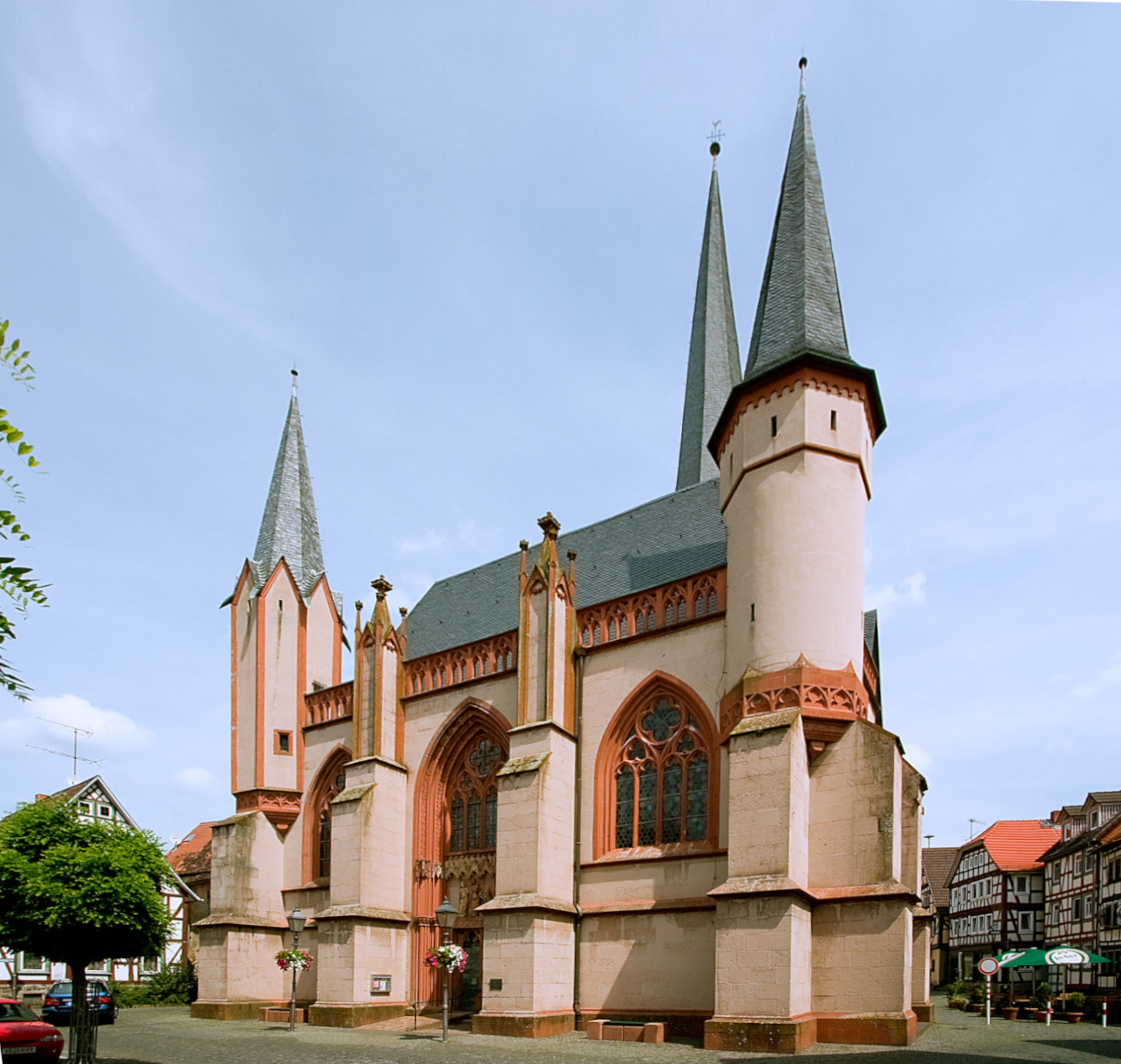
Liebfrauenkirche Schotten

Die evangelische Liebfrauenkirche ist ein gotischer Kirchenbau in der Stadt Schotten in Hessen, der auch der „Dom des Vogelsbergs“ genannt wird.

## Geschichte
Die Kirche wurde von 1350 bis 1385 erbaut. Sie war eine Stiftung der Lukarde von Eppstein (Adelsgeschlecht) und des Konrad von Trimberg. Sie wurde 1330 zur Wallfahrtskirche, dokumentiert durch einen in Avignon am 13. Februar 1330 von Erzbischof Petrus von Nazareth und zwölf genannte (Titular-)Bischöfe unter dem Pontifikat von Papst Johannes XXII. ausgestellen Ablassbrief.
Im 15. Jahrhundert meldet ein Register, dass in Schotten eine Pfarrei vorhanden sei mit den Altären der Heiligen Brigida, St. Peter und Paul, St. Barbara, St. Jost, Jodocus und Maternus, Johannes der Täufer, Nikolaus und Georg. Könnte der jetzige Flügelaltar nach der vorhandenen Holzskulptur (im Oberhessischen Museum, Gießen) nach „Johannes dem Täufer“ benannt worden sein?

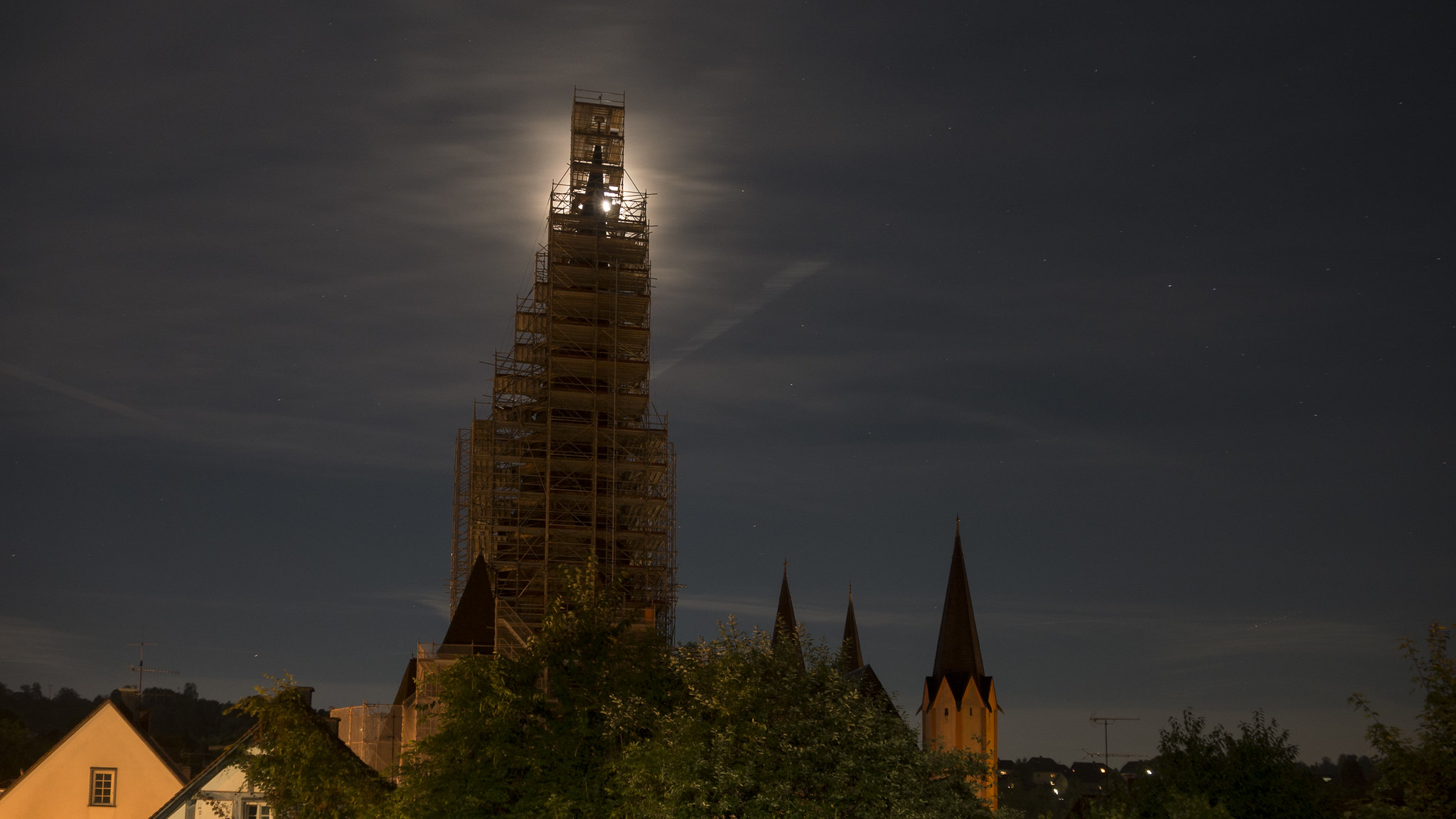
Kirchturm im Gerüst

2015 wurde eine dreijährige grundlegende Sanierung des Gotteshauses wegen des schiefen Turms und der schlechten Holzkonstruktion beschlossen, finanziell gefördert von der Deutschen Stiftung Denkmalschutz.

## Schottener Flügelaltar

### Allgemeines

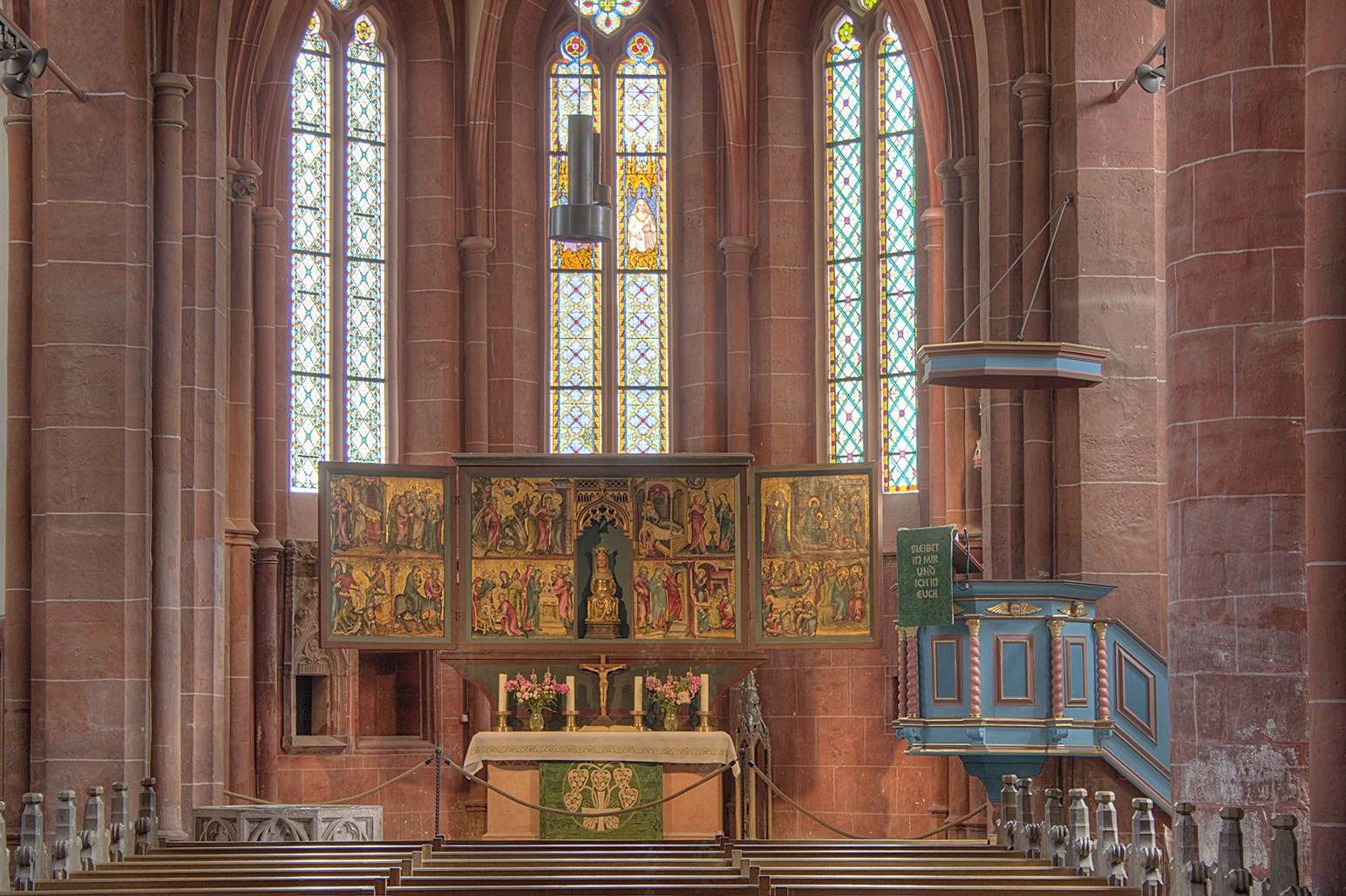
Innenansicht der Liebfrauenkirche mit Flügelaltar

Der Flügelaltar (Hochaltar) der Liebfrauenkirche in Schotten zählt zu den Hauptwerken der spätgotischen Malerei. Er ist ein „Kunsthistorisches Kleinod von besonderem Rang“ (S. Weil). Die Herkunft des „Schottenmeisters“, wie der Notname des namentlich unbekannten Künstlers lautet, aus Böhmen, Prag, als Zentrum der Kunst am Hof von Kaiser Karl IV. ist nicht überliefert, aber die großen Ähnlichkeiten etwa zu dem Meister von Wittingau sprechen dafür.
Der Schottenmeister stand schon vor der nächsten geistigen Veränderung, der Renaissance, deshalb ist es berechtigt, wenn man ihn als einen Wegbereiter des „Weichen Stils“ (Internationale Gotik um 1400) bezeichnet. Der Maler gehörte somit zur damaligen Maler-Avantgarde und begann in der Malerei das schematische Einerlei (byzantinisch) vorgeprägter Formen zu verlassen. Stattdessen wurde das Individuelle des Menschen, besonders im Gesichtsausdruck, der jeweiligen Situation angepasst. Der Mensch war nicht mehr einfach auswechselbar, sondern wurde als einmalige Persönlichkeit gemalt.

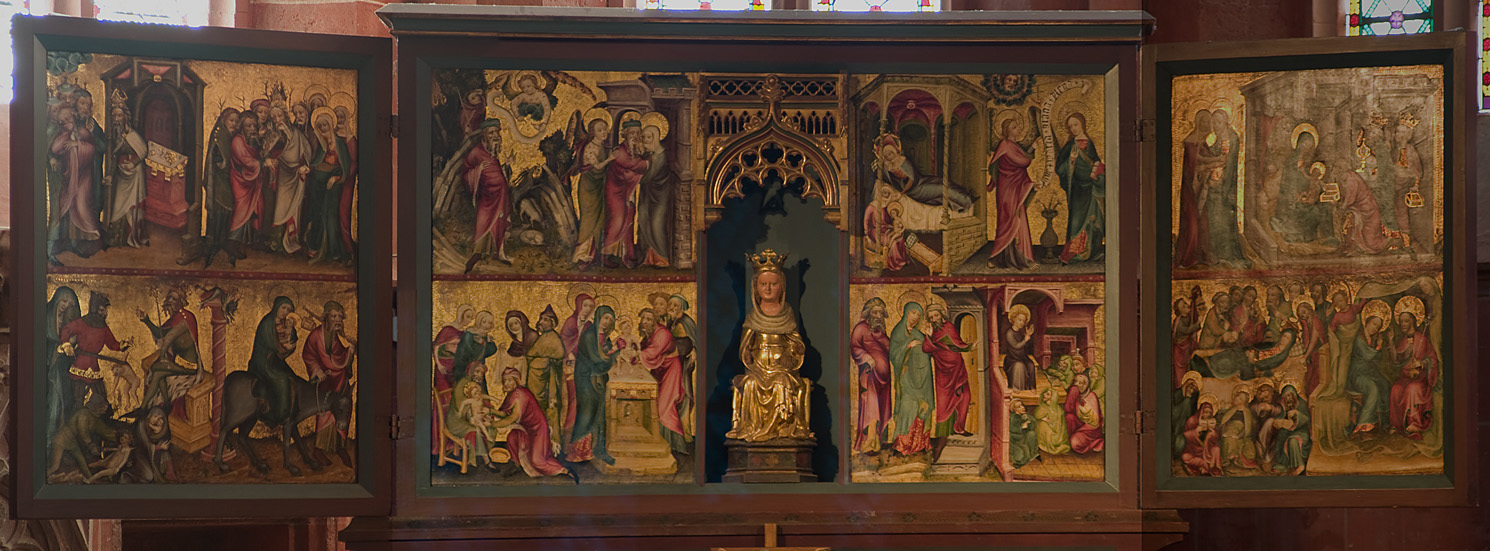
Der Flügelaltar

Die Entstehungszeit kann mit 1373 angenommen werden und die Vollendung im Jahre 1380. Die „Beweise“ für diese Datierung liegen auf der Decke des ersten Bildpaares und bestehen aus den aufgemalten hebräischen Buchstaben des Opferstockes. Diese Dechiffrierung steht im Zusammenhang mit hebräischen Buchstaben in anderen Bildern, die ebenfalls alle eine sinnvolle Botschaft haben. Weiterhin fällt auf, dass die Kennzeichnung der biblischen und außerbiblischen Darstellung von Personen des Lebens der Mutter Maria und dann auch von Jesus Christus mit „Judenhüten“ wohl einen Hinweis darauf gibt, dass der Maler ein Interesse daran hatte, zu zeigen, dass die Herkunft des christlichen Glaubens im Judentum lag. Die Vermutung, dass er selbst ein Christ jüdischer Herkunft war, liegt nahe. Nicht ganz ungewöhnlich, aber doch relativ selten ist das Bildpaar der Darstellung der Beschneidung Jesu, des Reinigungsopfers und der Auslösung des Erstgeborenen, alles, auch heute noch, Rituale des Judentums. Die Bilder über den Tempel spielen ebenfalls eine bedeutende Rolle. Somit spricht alles für die vorgenannte These.
Die charakteristischen „Bildpaare“ des Schottenmeisters unterscheiden sich von üblicher Aufteilung durch das Ineinanderübergehen der Szenen. Sie wurden in dieser Zeit meist durch eine optische Leiste getrennt. Beim Schottenmeister nicht. So will er wohl den thematischen Zusammenhang deutlich machen. Die Deutung als Frage und Antwort (nach Pfarrer U. Heuermann) wäre eine mögliche Erklärung.
Acht Bildpaare gestalten die Innenseite des Altars (Leben von Maria und Jesus) und vier Bildpaare (Passion – Kreuzigung – mit Auferstehung Jesu) die Außenseite. Die Zahl 12 entspricht den 12 Stämmen Israels im Alten Bund oder den 12 Jüngern (Apostel) des Neuen Bundes. Diese Symbolik ist auch typisch jüdisch und unterstützt ebenfalls die vorgenannte Vermutung.
Die Maße des Flügelaltars: Die Mitteltafel ist 0,85 m breit und 1,35 m hoch; beide Flügel sind je 1,00 m breit und 1,35 m hoch. Die Maltechnik: Die Bildtafeln sind auf einem feinen weißen Kreidehintergrund mit Temperafarben gemalt, d. h. mit harzhaltigen Bindemitteln oder Eiweiß. Folgende Farbpigmente fanden üblicherweise Verwendung: Lapislazuli (blau), Azurit (blau), Malachit (grün), grüne Kupferpaste (grün), Zinnober (rot), Eisenoxid (rot), Blei-Zinn (gelb). Die Farben sind auch heute noch zu bewundern in ihrer Leuchtkraft ungebrochen, trotz der vielen Jahre.

### Die Botschaft des Altars
- Jesus: ganzer Mensch durch seine Mutter Maria – Darstellung ihres Lebens und Todes.
- Jesus: Gottes Sohn – starb am Kreuz zu unserer Vergebung – wurde in der Auferstehung wieder lebendig und gab uns damit die Hoffnung auf das ewige Leben.

„Das aber ist das ewige Leben, dass sie dich, den allein wahren Gott, erkennen und den du gesandt hast, Jesus Christus.“ (Johannes 17,3)

## Orgel

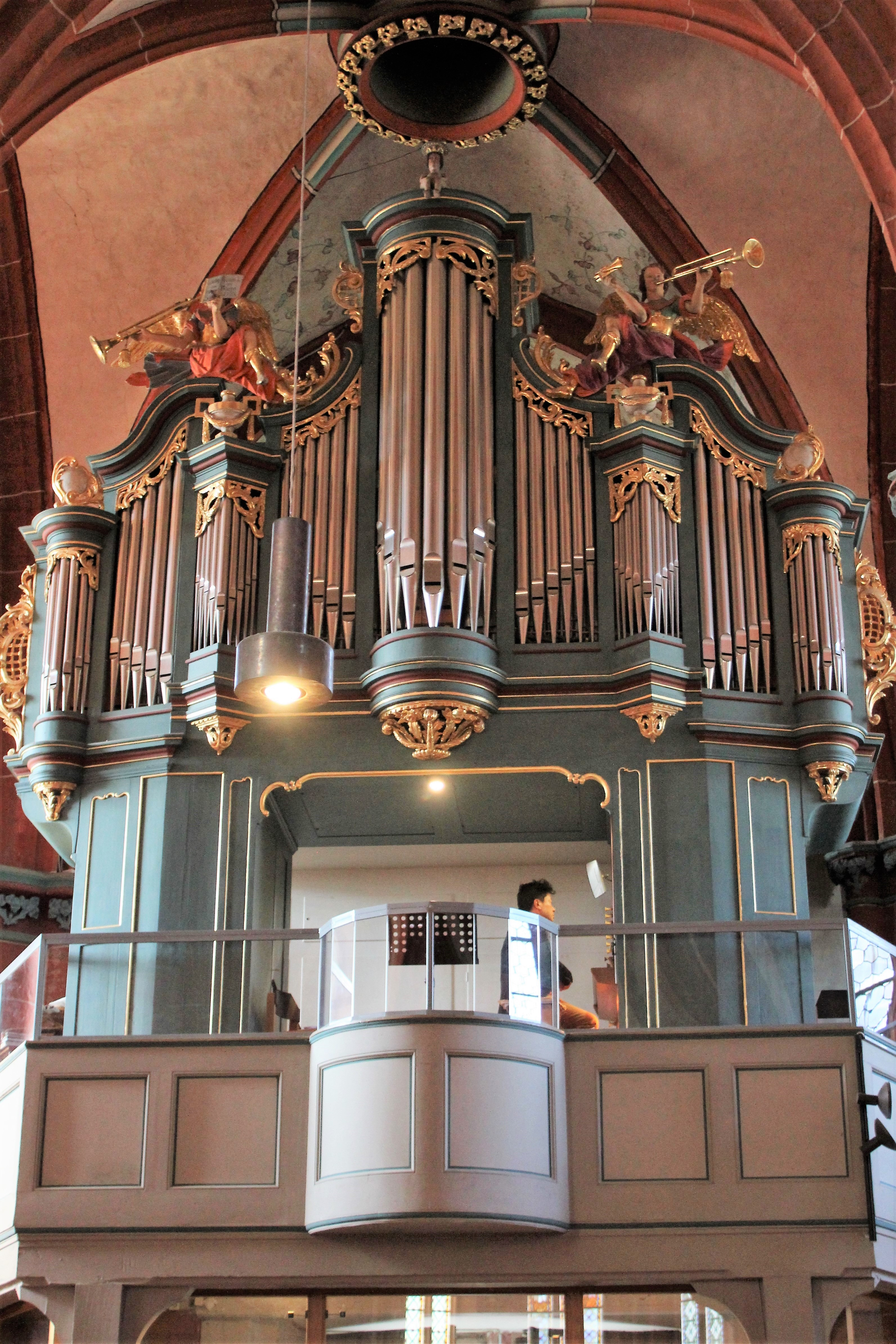
Wegmann-Schuke-Orgel

Die Orgel in der Liebfrauenkirche wurde in den Jahren 1782 und 1783 von Mitarbeitern der Orgelbauwerkstatt Philipp Ernst Wegmann aus Frankfurt am Main erbaut. Sie stand bei ihrer Erbauung auf der Empore eines heute nicht mehr vorhandenen Lettners vor dem Chorraum. Nach Abbruch dieses Lettners hatte sie von 1861 bis 1972 ihren Platz auf der Südempore, die jetzt als Chorempore dient. Im Jahre 1972 versetzte man die Orgel bei einer Generalüberholung durch die Orgelbaufirma Schuke/Berlin auf die Westempore. Die Orgel umfasst 31 Register auf zwei Manualen, darunter 6 Originalregister von 1782/1783. Ebenfalls original erhalten ist das Orgelgehäuse mit zwei Posaunenengeln.
| I Hauptwerk C–g3 |                 |       |
| 1.               | Principal       | 8′    |
| 2.               | Quintadena      | 8′    |
| 3.               | Viola di Gamba  | 8′    |
| 4.               | Gedackt         | 8′    |
| 5.               | Oktave          | 4′    |
| 6.               | Spitzflöte      | 4′    |
| 7.               | Duiflöte        | 4′    |
| 8.               | Quinte          | 2 ⁄3′ |
| 9.               | Oktave          | 2′    |
| 10.              | Sesquialtera II |       |
| 11.              | Cornett IV      |       |
| 12.              | Mixtur IV–V     | 1 ⁄3′ |
| 13.              | Trompete        | 8′    |

| II Positiv C–g3 |                 |     |
| 14.             | Gedackt         | 8′  |
| 15.             | Flauto traverso | 8′  |
| 16.             | Principal       | 4′  |
| 17.             | Fugara          | 4′  |
| 18.             | Flûte à bec     | 4′  |
| 19.             | Flageolett      | 2′  |
| 20.             | Sifflöte        | 1′  |
| 21.             | Mixtur IV       | 1′  |
| 22.             | Fagott          | 16′ |
| 23.             | Hoboa           | 8′  |
|                 | Tremulant       |     |

| Pedal C–f1 |               |       |
| 24.        | Subbaß        | 16′   |
| 25.        | Holzprinzipal | 8′    |
| 26.        | Violon        | 8′    |
| 27.        | Oktave        | 4′    |
| 28.        | Nachthorn     | 2′    |
| 29.        | Hintersatz IV | 2 ⁄3′ |
| 30.        | Posaune       | 16′   |
| 31.        | Schalmei      | 4′    |

- Koppeln: II/I, I/P, II/P